# Elasztomer
Az elasztomer elnevezés az elasztikus + polimer összeolvadásával keletkezett, vagyis rugalmas polimert jelent. Ilyen rugalmas polimer jellemzően a kaucsuk, vagy még inkább a gumi.
Az elasztomerek kis erő hatására is könnyen deformálhatók, és az erő megszűnte után viszonylag nagymértékben felveszik a deformáció előtti alakjukat (a gumi majdnem teljesen, a kaucsuk kicsit kevésbé).

## Az elasztomerek szerkezete
Az elasztomerek molekuláit legtöbbször hosszú (több tízezer vagy százezer szénatomból álló) szénlánc alkotja (a szilikonkaucsuk láncában például nem: itt szilícium- és oxigénatom váltakozik). Három szomszédos szénatom közti két kötés kb. 109,5°-os szöget zár be egymással. A szomszédos fonalmolekulák között gyenge a kölcsönhatás. Ezért (pl. a Brown-mozgás következtében) a szénlánc bármely egyszeres kovalens C-C kötése körül könnyen elfordulhat az adott szénatom másik oldalán levő molekuladarab. A láncmolekulák így véletlenszerű alakot vesznek fel, mely állandóan változik; a szomszédos molekulával való kölcsönhatás gyakorlatilag nem korlátozza a molekula tekergőzését-csavarodását, hanem csak az, hogy a szomszédos molekulák útban vannak.
Ha a polimer üvegállapotban van, vagyis a hőmérséklet alacsonyabb, mint az adott polimer üvegesedési hőmérséklete (Tg), az azt jelenti, hogy a makromolekula szegmensei nem elég mozgékonyak ahhoz, hogy követni tudják a deformáló erő hatását. Az üvegállapotú polimerek tehát az adott hőmérsékleten nem elasztomerek. Ezek a hőre lágyuló polimerek.
Hűtéskor minél közelebb kerülünk az üvegesedési hőmérséklethez, annál jobban csökken a hőmozgás, annál kevésbé mozgékonyak a makromolekula szegmensei. Így egyre nagyobb lesz a valószínűsége annak, hogy a konformációs mozgás nem tudja legyőzni a szomszédos molekulák között ható erőket, és az egymás mellé került molekulaszegmensek egymás mellett is maradnak. A rendezettség kialakulása kristálygócok kialakulását jelenti. A hőmérséklet csökkenésével egyre nő a kristályos polimerhányad, és egyre csökken az elasztikus. Az elasztomerek (főleg deformáció híján) sosem kristályosodnak ki teljesen, mert a molekulaszegmensek korábban elveszítik mozgékonyságukat, márpedig erre szükségük lenne ahhoz, hogy kristályokba rendeződjenek.

## Termoplasztikus elasztomerek
A termoplasztikus elasztomerek átmenetet képeznek a hőre lágyuló polimerek és az elasztomerek között. A gyártás során hőre lágyulnak.  